# دانشگاه ملی ایران
دانشگاه ملی ایران در سال ۱۳۳۸ خورشیدی به دستور محمدرضا پهلوی و توسط علی شیخ‌الاسلام تأسیس شد و تا پیش از سال ۱۳۶۲ با این نام خوانده می‌شد. علی‌رغم افتتاح رسمی در اسفند ۱۳۳۹، پذیرش دانشجو در مهر ۱۳۳۹ و توسط دانشکده‌های معماری و شهرسازی و علوم بانکداری که اولین دانشکده‌های دانشگاه بودند انجام شد. در خرداد ۱۳۶۲ ستاد انقلاب فرهنگی وقت با تغییرنام دانشگاه از «دانشگاه ملی ایران» به «دانشگاه شهید بهشتی» موافقت کرد.

## تاریخچه

### مقدمات تأسیس
در سفر آذر ۱۳۳۳ محمدرضا شاه به ایالات متحدۀ آمریکا، علی شیخ‌الاسلام به‌عنوان نمایندۀ دانشجویان ایرانی سخنرانی کرد و پیشنهاد تأسیس دانشگاه ملی را به عنوان راهکاری برای جلوگیری از خروج جوانان ایرانی از کشور برای تحصیل به شاه ارائه کرد که مورد موافقت قرار گرفت.
نام ملی در زمان پهلوی به مؤسسات آموزشی گفته می‌شد که غیردولتی بودند و به‌وسیلۀ دریافت شهریه از متقاضیان آموزش و خارج از بودجه دولت اداره می‌شدند.
روزنامۀ اطلاعات در سرمقالۀ روز ۲۰ مرداد ۱۳۴۴ خود نوشت:

این ایام، فصل «کنکور» است. متجاوز از بیست‌هزار فارغ‌التحصیل متوسطه به امید ادامۀ تحصیلات خود در مدارس عالی به دانشگاه‌ها و دانشسراها روی می‌آورند و هر کدام در چند مسابقۀ ورودی شرکت می‌کنند تا بلکه در یکی پیروز شوند.
در دنیای راقیه، تعداد دانشگاه‌های ملی که با سرمایه‌های خصوصی و به دست مردم اداره می‌شود به مراتب پیش از دانشگاه‌های دولتی است و بسیاری از دانشگاه‌هایی که جوانان ایرانی در آنجا درس می‌خوانند، دانشگاه ملی است. پس چرا که ما از امکانات ملی خودمان برای ایجاد دانشگاه‌های ملی در داخله مملکتمان استفاده نکنیم، همان‌طور که از چندی به این طرف، تأسیس مدارس ملی ابتدایی و متوسطه رونق و رواج پیدا کرده و به وضع بسیار خوبی هم پیشرفت کرده است.
ما سراغ داریم و می‌دانیم که هم‌اکنون بعضی مردم علاقه‌مند، که سرمایه و تضمین کافی دارند، در مقام بنیان‌گذاری دانشگاه‌های ملی هستند و گله دارند که مقررات و پیچ‌وخم‌های اداری مانع اعمال نیّت آنهاست. ممکن است شورای عالی فرهنگ و مقامات دیگری که در این موضوع ذی نظر هستند، ایراد کنند که ایجاد دانشگاه غیر از مدرسه ابتدایی و متوسطه است، ولی فراموش نباید کرد که اگر سی سال پیش کسی جلو می‌آمد و می‌گفت که من تصمیم دارم دبستان ملی تأسیس کنم، کسی قبول نمی‌کرد و همه می‌گفتند: مگر مدرسه دکان بقالی است که بتوان با سرمایه خصوصی دایر و اداره کرد؟

جلوی مردم را نگیرید. بگذارید مردم به این امور علاقه پیدا کنند. بگذارید در این امور قدم پیش بگذارند، سرمایه بگذارند، همت صرف کنند و اگر موفق شدند، فبها المراد. اگر موفق نشدند، چیزی از جیب دولت نرفته است.
پس از آن با حکم شاه شیخ‌الاسلام مأمور شد در اروپا و آمریکا دربارهٔ دانشگاه‌های غیردولتی مطالعه کند. در سال ۱۳۳۸ در دیداری که بین شاه و چند تن از استادان دانشگاه که در راس آن‌ها جهانشاه صالح رئیس دانشگاه تهران قرار داشتند، بار دیگر پیشنهاد تأسیس دانشگاه ملی مطرح شد، هر چند از نتایج این مذاکرات اطلاعی در دست نیست. در همین سال علی شیخ‌الاسلام به ایران بازمی‌گردد و با کسب موافقت نهایی محمدرضا پهلوی دهم آذر ۱۳۳۸ «دبیرخانه دانشگاه ملی» را در خانه خود در خیابان رامسر تهران به‌طور غیررسمی به راه می‌اندازد. ۲۹ اسفند ۱۳۳۸ با فرمان شاه و موافقت حسین علا، «وزیر دربار»، دبیرخانه دانشگاه ملی به ساختمانی واقع در خیابان پاستور پلاک ۵۷ منتقل می‌شد. این ساختمان از املاک وزارت دربار بود که در اختیار شجاع‌الدین شفا رئیس کمیته تهیه مقدمات جشن‌های ۲۵۰۰ ساله بود. کار دبیرخانه تهیه اطلاعاتی مربوط به سوابق تحصیلی فارغ‌التحصیلان بی‌کار اروپا و آمریکا و تهیه مقدمات تأسیس دانشگاه بود.
با آشکار شدن اندیشه تأسیس دانشگاه ملی مخالفت‌های زیادی با آن مجامع دانشگاهی آغاز شد. کسانی مانند «احمد فرهاد» رئیس دانشگاه تهران و «میمندی نژاد» رئیس دانشکده دامپزشکی و عبدالله ریاضی رئیس دانشکده فنی و رئیس مجلس شورای ملی از مخالفان سرسخت تأسیس این دانشگاه بودند. میمندی نژاد در مصاحبه‌ای که در تاریخ ۱۱ اسفند ۱۳۳۸ در روزنامه کیهان منتشر شد فکر تأسیس دانشگاه ملی را اندیشه‌ای نابجا دانست و گفت: «دانشگاه تهران هنوز کامل نشده است اگر ملت فکر تأسیس دانشگاه ملی (غیردولتی) هستند که می‌تواند وضع دانشگاهی را بهتر سازد، باید همین دانشگاه موجود را ترقی و تکامل دهد.»
علی‌رغم مخالفت‌های فراوان، با حمایت پهلوی دوم، تأسیس دانشگاه ملی با جدیت پیگیری شد. هیئت مؤتمنین دانشگاه با عضویت وزیر دربار شاهنشاهی (حسین علا) مدیر عامل بنیاد پهلوی، وزیر فرهنگ یک نفر از نمایندگان مجلس سنا، دو نفر از نمایندگان مجلس شورای ملی، مدیر کل بانک ملی ایران رئیس اتاق بازرگانی رئیس دانشگاه ملی ایران و سه نفر از شخصیت‌های علمی اقتصادی کشور تشکیل شد. در سال ۱۳۳۹ اساسنامه دانشگاه توسط هیئت مؤتمنین تصویب شد. در ۸ آبان ۱۳۳۹ این اساسنامه مورد تصویب شورای عالی فرهنگ قرار گرفت. اساسنامه دانشگاه ملی دارای پنج فصل و بیست و دو ماده بود. براساس ماده نخست نام دانشگاه «دانشگاه ملی ایران» و براساس ماده دوم مقر اصلی آن تهران بود. به موجب ماده سوم اساسنامه دانشگاه، این دانشگاه از تاریخ تأسیس دارای دو دانشکده بانکداری و علوم مالی اقتصادی و دانشکده معماری بود.

### سال‌های اولیه
در پی انتشار اساسنامه دانشگاه، خبر پذیرش ۲۰۰ نفر دانشجو برای اولین سال تحصیلی در دو دانشکده اعلام شد. دانشگاه ملی از نیمه دوم مهر ۱۳۳۹ در یک ساختمان استیجاری نزدیک دوراهی یوسف آباد دانشگاه ملی فعالیت خود را آغاز کرد در ۲۵ بهمن ۱۳۳۹ مراسم افتتاح دانشگاه ملی با حضور شاه و فرح پهلوی برگزار شد. در سالهای اولیه تأسیس دانشگاه ملی دریافت شهریه از دانشجویان مهم‌ترین منبع تأمین هزینه‌های دانشگاه ملی محسوب می‌شد اگر چه مبالغی کمک دولتی نیز توسط دانشگاه دریافت می‌شد. بعد از چند سال با موافقت شاه و دستور حسن ارسنجانی وزیر کشاورزی وقت یک میلیون و پانصد هزار متر از زمین‌های سعادت آباد و ۱۰ هزار متر از زمین‌های بالای میدان ونک و ۷۰ هزار متر زمین خالصه مجاور اوین درکه برای اجرای ساختمان دانشگاه ملی در نظر گرفته می‌شود. مراسم کلنگ زنی عملیات ساختمانی دانشگاه ملی با حضور فرح پهلوی و علی شیخ‌الاسلام و انوشیروان پویان، هوشنگ نهاوندی و تعدادی از شخصیت‌های علمی کشور در منطقه بالای اوین درکه برگزار شد.

سیمین رجالی در کنار علی شیخ‌الاسلام (وسط) مؤسس دانشگاه ملی (شهید بهشتی) و جهانشاه صالح (چپ) وزیر بهداشت وقت ایران.

شیخ‌الاسلام که دانشگاه ملی را بنا گذاشت به تدریج کسانی که در آمریکا تحصیل کرده بودند را به دانشگاه کشاند. هیئت علمی اولیه این دانشگاه کم و بیش دانش‌آموختگان دانشگاه‌های آمریکایی بودند. فرخ‌رو پارسا، در سال‌های آغازین کار دانشگاه، عهده‌دار سِمَت مدیر کلی دبیرخانه دانشگاه ملی ایران بود که با این سِمَت وی نخستین مدیر کل زن در ایران شد. در این نهاد، شیخ‌الاسلام سعی داشت بخشی از جامعه نخبگان ایرانی را که عمدتاً از طبقه متوسط جامعه بود به آنجا بکشاند. در چنین شرایطی که جامعه علمی دانشگاه ملی عمدتاً دانش‌آموختگان آمریکا بودند و دانشجویان از افراد متمول و طبقه متوسط جامعه در کنار هم گرد آمده بودند و در واقع جامعه جدیدی از طبقه سیاسی آن زمان را تشکیل دادند.
با تمام این مسائل دانشگاه ملی ایران به دلیل نوپا بودن و نیز دریافت شهریه در اولویت‌های مرتبه پایین متقاضیان تحصیلات دانشگاهی حتی در مورد افرادی که از تمکن مالی برخوردار بودند قرار می‌گرفت.
در مدت پنج سال ریاست شیخ‌الاسلام علاوه بر دانشکده اقتصاد و معماری دانشکده پزشکی ۱۳۴۰ زبان‌های خارجی ۱۳۴۱، علوم ۱۳۴۲، دندانپزشکی ۱۳۴۴، راه‌اندازی شد. پس از شیخ‌الاسلام عبدالعلی جهانشاهی و سپس علی اکبر بینا به ریاست دانشگاه ملی منصوب شد. در زمان ریاست علی‌اکبر بینا دانشکده حقوق راه‌اندازی شد. پس از وی محمد علی مجتهدی (مؤسس دانشگاه صنعتی شریف) و سپس انوشیروان پویان به ریاست دانشگاه ملی منصوب شدند. پس از پویان نیز به ترتیب احمد هوشنگ شریفی، عباس صفویان و احمد قریشی ریاست دانشگاه را بر عهده گرفتند. در این سال‌ها دانشکده علوم زمین و دانشکده جامع انفورماتیک و دانشکده روان‌شناسی ساخته و وارد دایره مراکز علمی کشور شد.

### عمومی شدن دانشگاه در سال ۱۳۵۳
مهترین تحول در تاریخ دانشگاه در سال ۱۳۵۳ رقم خورد، هنگامی که دولت وقت به پشتوانه درآمدهای نفتی اقدام به پرداخت شهریه موسسات آموزشی ملی (خصوصی) و رایگان کردن آن‌ها نمود. این امر سبب شد تا بافت دانشجویی دانشگاه برهم خورده و دانشجویان از طبقات مختلف و شرایط گوناگون از طریق کنکور سراسری وارد این دانشگاه شوند و بدین ترتیب دانشگاه عملاً به صورت یک دانشگاه عمومی مانند سایر دانشگاه‌ها درآمد.

### تغییرات پس از انقلاب اسلامی
پس از انقلاب اسلامی در سال ۱۳۵۸ به موجب قانونی که در شورای انقلاب تصویب شد دانشگاه ملی، دانشگاهی دولتی اعلام شد (قبل از انقلاب دانشگاه غیردولتی و خصوصی محسوب می‌شد) و در خرداد ۱۳۶۲ ستاد انقلاب فرهنگی با تغییر نام دانشگاه از «ملی ایران» به «شهید بهشتی» موافقت کرد. در سال ۱۳۶۴ بر اساس مصوبه دولت جمهوری اسلامی مبنی بر تأسیس وزارت بهداشت، درمان و آموزش پزشکی مراکز درمانی و دانشکده‌های پزشکی و پیراپزشکی از دانشگاه شهید بهشتی منفک و با نام دانشگاه علوم پزشکی شهید بهشتی فعالیت خود را آغاز کردند.

## رؤسای دانشگاه
1. علی شیخ‌الاسلام: بنیانگذار دانشگاه، از اسفند ۱۳۳۸ تا آبان ۱۳۴۴ ریاست دانشگاه را بر عهده داشت. وی حدود ۵ سال رئیس دانشگاه ملی ایران بود. فرخ‌رو پارسا، در سال‌های آغازین کار دانشگاه، عهده‌دار سِمَت مدیر کلی دبیرخانه دانشگاه ملی ایران بود که با این سِمَت وی نخستین مدیر کل زن در ایران شد.
2. عبدالعلی جهانشاهی: از آذر ۱۳۴۴ تا خرداد ۱۳۴۵ به عنوان رئیس دانشگاه فعالیت می‌کرد. وی نزدیک به هفت ماه رئیس دانشگاه ملی بود.
3. علی اکبر بینا: از خرداد ۱۳۴۵ تا بهمن ۱۳۴۶ بر کرسی ریاست دانشگاه ملی تکیه زد. وی کمتر از ۲ سال در این سمت فعالیت کرد.
4. محمد علی مجتهدی: از اسفند ۱۳۴۶ تا مرداد ۱۳۴۷ رئیس دانشگاه ملی بود. وی تنها پنج ماه در این پست ماندگار شد.
5. انوشیروان پویان: از شهریور ۱۳۴۷ تا شهریور ۱۳۵۲ رئیس دانشگاه ملی بود. وی در حدود ۵ سال در ریاست این دانشگاه باقی‌ماند.
6. احمد هوشنگ شریفی: از شهریور ۱۳۵۲ تا اردیبهشت ۱۳۵۳ به عنوان رئیس دانشگاه ملی کار می‌کرد. وی کمتر از هشت ماه در این پست باقی‌ماند.
7. عباس صفویان: از خرداد ۱۳۵۳ تا شهریور ۱۳۵۶ رئیس دانشگاه ملی بود. وی ۳ سال رئیس این دانشگاه بود.
8. احمد قریشی: از شهریور ۱۳۵۶ تا مهر ۱۳۵۷ به عنوان رئیس دانشگاه ملی فعالیت می‌کرد. وی حدود یک سال در سمت خود باقی‌ماند.
9. عبدالعلی جهانشاهی: از مهر ۱۳۵۷ تا بهمن ۱۳۵۷ تنها به مدت چهار ماه رئیس دانشگاه ملی بود.
10. عبدالصمد تقی‌زاده: از اسفند ۱۳۵۷ تا آبان ۱۳۵۹ رئیس دانشگاه ملی بود. وی نزدیک به ۲ سال بر این دانشگاه ریاست کرد.
11. احمد اصغریان جدی: از آبان ۱۳۵۹ تا آذر ۱۳۶۰ ریاست بر دانشگاه ملی را تجربه کرد. وی یک سال رئیس این دانشگاه بود.
12. محمد حسن احمدی: از آذر ۱۳۶۰ تا آبان ۱۳۶۱ (۱۱ماه) رئیس این دانشگاه بود.
13. احمد فرمد: از آبان ۱۳۶۱ تا آبان ۱۳۶۳ رئیس دانشگاه ملی بود. وی ۲ سال در این سمت فعالیت کرد.